# 全電通労働会館
全電通労働会館（ぜんでんつうろうどうかいかん）は東京都千代田区神田駿河台にあるNTT労働組合の中央本部ビル。

## 概要
本館はNTT労組の前身である全国電気通信労働組合（以下全電通）の本部として1960年に落成し、老朽化のため1988年に建て替えられた。

## 多目的ホール
本ビルの2・3階には通称「全電通ホール」と呼ばれる多目的ホールがある。NTT労組などのイベントやアニメ・声優イベントなどが頻繁に行われている。